# Friedrich Buhmann (Bildhauer)
Friedrich August Louis Buhmann (* 29. Dezember 1875 in Alfeld (Leine); † 13. September 1960 in Wuppertal) war ein deutscher Bildhauer und Restaurator.

## Leben
Friedrich Buhmann wurde geboren in Alfeld als Sohn von Heinrich Christian Buhmann (1841–1884) und dessen Ehefrau Sophie, geborene Steger (1845–1916).
Er lebte schon als Kind ab dem Tod seines Vaters in Hannover, wo er bei dem Bildhauer August Bohne in die Lehre ging. 1895 begann er seine Wanderjahre, ließ sich 1900 zunächst in Braunschweig nieder, ging im Folgejahr 1901 jedoch nach Hannover zurück und trat dort in die Bildhauer-Werkstatt von Wilhelm Baenke ein, die er wenige Jahre später, im Jahr nach der Geburt seines Sohnes Christian (1906–1990) 1907 übernahm.
Zur Zeit des Nationalsozialismus und des von den Nazis verantworteten Zweiten Weltkrieges wurden das Haus und die Werkstatt Buhmanns während der Luftangriffe auf Hannover 1943 durch Fliegerbomben zerstört.
Nachdem sich Friedrich Buhmann nach dem Ende des Krieges anfangs eine neue Werkstatt in Riehe bei Bad Nenndorf eingerichtet hatte, verlegte er diese später wieder nach Hannover in die dortige Seilerstraße im Stadtteil Südstadt. Ab 1950 führte Christian Buhmann die väterliche Werkstatt fort und bis 1970 auch die vom Vater begonnenen Restaurierungsarbeiten im ehemaligen Kloster Lamspringe.
Friedrich Buhmann war ab 1902 verheiratet mit Berta Auguste, geborene Schiegert (1880–1947). Er starb 1960 in Wuppertal.

## Arbeiten (Auswahl)

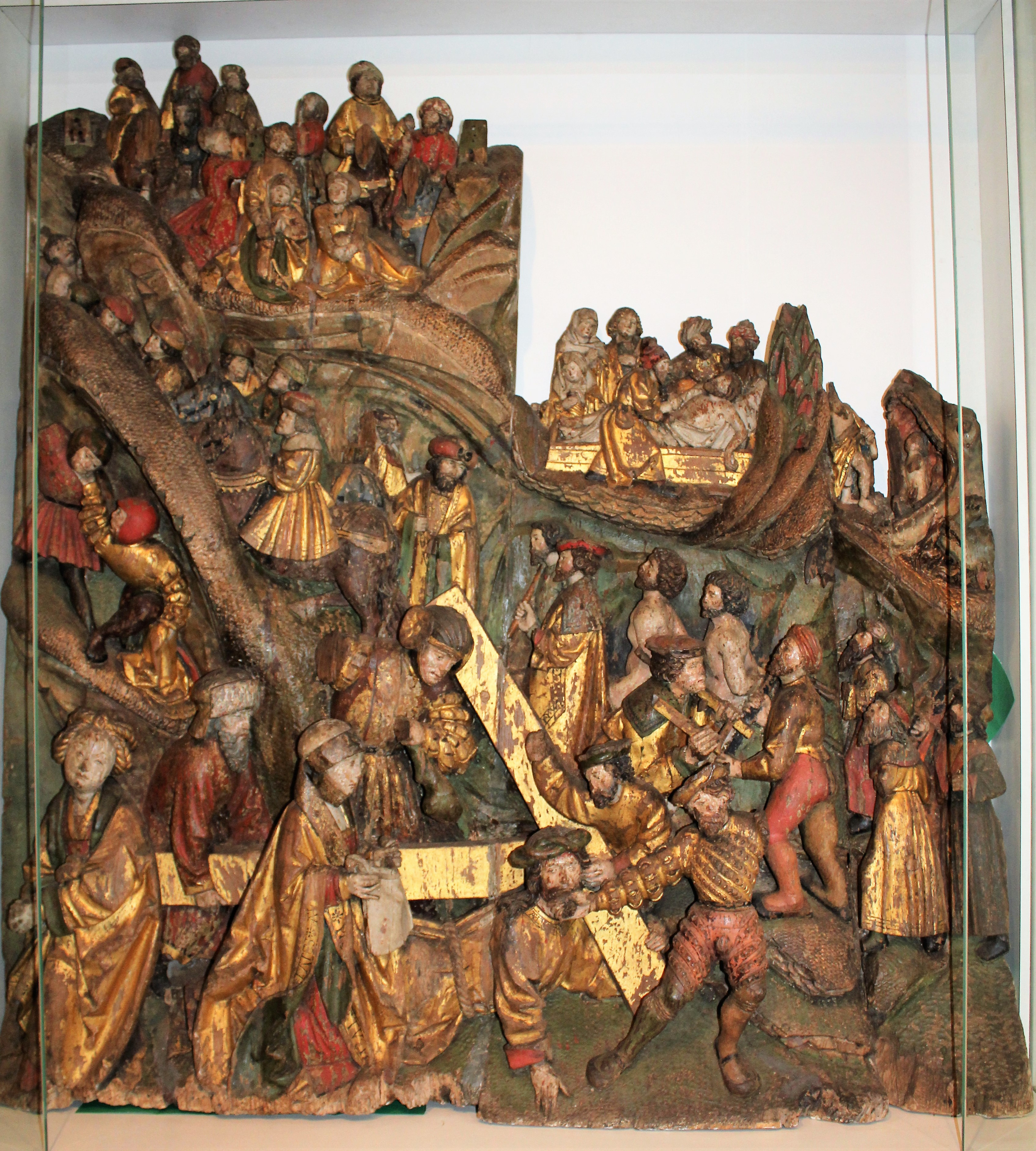
Altarfragmente aus der Liudgeri-Kirche im Heimatmuseum Rheiderland

- verschiedene Restaurierungsarbeiten an Taufbecken in verschiedenen niedersächsischen Kirchen (z. B. Jakobikirche, Hannover-Kirchrode (1911); St. Stephan, Goslar (1926); Liebfrauen, Neustadt am Rübenberge (1927); Magnuskirche Lüthorst;St. Josef, Emlichheim (1938); Damenstift St. Maria und Petrus, Wennigsen (Deister) (1950))[5]
- 1913 bis 1926: Restaurierungsarbeiten im ehemaligen Kloster Lamspringe, später fortgeführt von Christian Buhmann[2]
- 1927 bis 1929: Restaurierung des Gipsinkrustationsfußbodens in der Stiftskirche Bassum[6]
- ab 1928: Restaurierung der verbliebenen Retabel-Reste des alten Schnitzaltars aus der Liudgeri-Kirche, Holtgaste; heute zu besichtigen im Heimatmuseum Rheiderland[7]
- 1938 Restaurierung des Portals des Rathauses in Stade.